# STARK – Peter Ellegaard Track Team powered by SANA
STARK – Peter Ellegaard Track Team powered by SANA er et dansk cykelhold der udelukkende kører banecykling. Det blev etableret med start i januar 2025 af cykelrytter Anders Fynbo, og fik en professionel platform. Det er det eneste af sin art i Danmark.

## Holdet

### 2025
| Trup 2025              | Trup 2025         | Trup 2025                                | Trup 2025 |
| Rytter                 | Fødselsdag        | Seneste hold                             |           |
| ---------------------- | ----------------- | ---------------------------------------- | --------- |
| Robin Juel Skivild     | 21. august 2001   | Cykling Odense (2024)                    |           |
| Mikka Holm             | 28. november 2003 | Sydkysten Cycling (2023)                 |           |
| Noah Wulff             | 14. juni 2005     | Team NPV-Carl Ras Roskilde Junior (2023) |           |
| Oskar Winkler          | 28. marts 2000    | Team Give Steel-2M Cycling Elite (2024)  |           |
| Frederik Rodenberg     | 22. januar 1998   | CO:PLAY-Giant Store (2024)               |           |
| Rasmus Lund Pedersen   | 9. juli 1998      | Cykling Odense (2024)                    |           |
| Laura Auerbach-Lind    | 14. juni 2003     | Team Rytger powered by Carl Ras (2023)   |           |
| Anders Fynbo           | 3. juni 1996      | Spellman Dublin Port (2024)              |           |
|                        |                   |                                          |           |
| Kilde: ProCyclingStats |                   |                                          |           |